# The Creature Walks Among Us
The Creature Walks Among Us is een Amerikaanse horrorfilm uit 1956. Het is het tweede vervolg op de film Creature from the Black Lagoon, geproduceerd door Universal Pictures.

## Synopsis
Nadat de Gill-man is ontsnapt uit Ocean Harbor, Florida, gaat een team van wetenschappers, geleid door dr. William Barton, erop uit om het beest te vangen. Ze vinden hem in de Everglades. Tijdens de pogingen hem te vangen, loopt het wezen door vuur brandwonden op. De bewusteloze Gill-man wordt door een groep dokters behandeld. Zij ontdekken dat hij zijn schubben verliest en ademt via een long.
Nu het wezen zijn schubben heeft verloren, ziet hij er een stuk menselijker uit. De dokters proberen de Gill-man zich aan te laten passen zodat hij onder de mensen kan leven. Barton verstoord het plan wanneer hij in een woedeaanval Jed Grand, een bewaker die een affaire had met Bartons vrouw Marcia, vermoordt. Barton probeert de Gill-man de moord in de schoenen te schuiven. De Gill-man was zelf getuige van de moord, en draait door. Hij doodt Barton, en verdwijnt vervolgens in de nacht.

## Rolverdeling
| Acteur         | Personage             | Opmerkingen |
| -------------- | --------------------- | ----------- |
| Jeff Morrow    | Dr. William Barton    |             |
| Leigh Snowden  | Marcia Barton         |             |
| Rex Reason     | Dr. Tom Morgan        |             |
| Gregg Palmer   | Jed Grant             |             |
| Maurice Manson | Dr. Borg              |             |
| James Rawley   | Dr. Johnson           |             |
| David McMahon  | Captain Stanley       |             |
| Paul Fierro    | Morteno               |             |
| Ricou Browning | Gill-man (Kieuwenman) | onder water |
| Don Megowan    | Gill-man (Kieuwenman) | land        |

## Achtergrond
In tegenstelling tot de vorige twee films werd deze film niet opgenomen in 3D.